# Asistencia militar

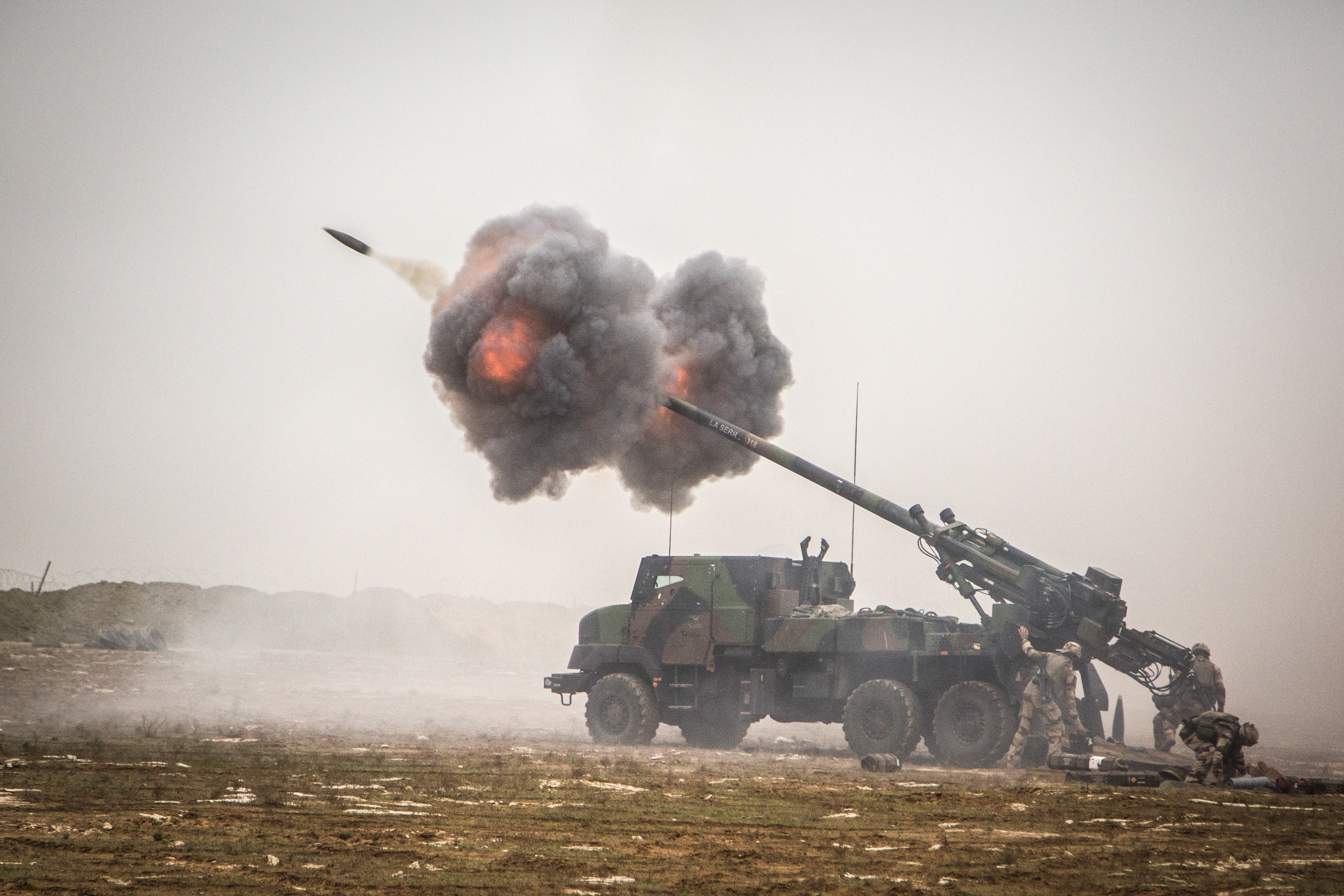
Obús autopropulsado César francés dispara

La asistencia militar es la ayuda que se utiliza para un país o a su pueblo en sus esfuerzos de defensa, o para ayudar a un país pobre a mantener el control sobre su propio territorio. Muchos países reciben ayuda militar para ayudar en los esfuerzos de contrainsurgencia. La ayuda militar puede darse a una rebelión para ayudar a luchar contra otro país. Esta ayuda puede concederse en forma de dinero para que los militares extranjeros compren armas y equipo del país donante.

## Diseño e implementación
El diseño y la ejecución de la ayuda militar es muy contextual y se basa en las circunstancias a las que se dirige. La ayuda militar a menudo se combina con la ayuda al desarrollo como parte de objetivos de ayuda estratégicos más amplios. Mientras que la ayuda al desarrollo busca cambiar las condiciones apoyando a las instituciones nacientes, la educación o el crecimiento, la ayuda militar se centra en la demanda de seguridad física. Por ejemplo, AFRICOM, el comando militar regional de Estados Unidos en África, busca cumplir objetivos de seguridad como la estabilidad y la lucha contra el terrorismo, pero también la democracia y el crecimiento económico. Con este fin, AFRICOM proporciona ayuda militar en forma de apoyo a los vehículos aéreos no tripulados y los equipos para las fuerzas armadas locales, pero también ayuda al desarrollo destinada a aumentar la educación de la comunidad y los salarios locales. Iniciativas similares son implementadas por la ONU para incorporar la asistencia militar y la ayuda al desarrollo en sus programas de mantenimiento de la paz, con el fin de "apoyar el restablecimiento y la mejora de los servicios esenciales... y ayudar a abordar las causas profundas de los conflictos".
La ayuda militar se utiliza a menudo en los casos en que la ayuda al desarrollo u otras formas de flujo de caja resultan inadecuadas. Las situaciones de alta pobreza pueden impedir la posibilidad de elevar el nivel de vida a través de la transferencia de dinero, debido a que las naciones receptoras carecen de la infraestructura y la acción política necesarias para convertir la ayuda en bienestar. Las naciones pobres a menudo están atrapadas en una "trampa de conflicto" de guerra civil, saqueo, clientelismo y golpes de estado. En ambientes inseguros, el dinero puede ser desviado para corrupción, saqueo, capturado por los señores de la guerra locales, o simplemente ser ineficaz. Por ejemplo, la ayuda humanitaria después del conflicto ruandés fue capturada por genocidas hutus y utilizada para continuar su insurgencia. En estas situaciones, la ayuda militar es útil para crear un entorno en el que la ayuda pueda transportarse y dispersarse eficazmente.
Se argumenta que la ayuda militar junto con la ayuda al desarrollo tienen más poder para crear estabilidad que cualquiera de ellas por sí solas. Esto se debe a que un enfoque dual permite a las agencias de ayuda utilizar una gama más amplia de herramientas para empujar a los actores locales a mantener la paz. El Banco Mundial escribe que la acción combinada podría reducir la probabilidad de inicio de una guerra civil en un 50%. Esto ha sido apoyado por las teorías de que el conflicto y la pobreza están interrelacionados; la idea de que la inestabilidad surge de condiciones de alta pobreza y viceversa.

## Inconvenientes
La ayuda militar es objeto de controversia en torno a la ayuda dirigida a regímenes represivos o en transición, donde su eficacia no está tan clara. Cuando la ayuda militar no es adecuada, puede alimentar la represión o la inestabilidad al dar a las partes beligerantes más recursos para luchar o apoyar a los gobiernos anti-liberales. Los envíos de armas, apoyo aéreo o entrenamiento pueden hacer que un gobierno en funciones sea más capaz de reprimir la disidencia. Más concretamente, la ayuda militar se ha vinculado al aumento de las ejecuciones extrajudiciales. Los gobiernos que reciben grandes niveles de patrocinio externo pueden estar facultados para tomar medidas enérgicas contra la población civil disidente y perder incentivos para la reforma. Dube y Naidu analizan el efecto de la ayuda militar en Colombia durante la guerra contra las drogas, y escriben que: "La ayuda resulta en más homicidios de paramilitares, la ayuda militar extranjera puede fortalecer a los actores armados no estatales, socavando las instituciones políticas nacionales". Dube y Naidu concluyen que el efecto general de la ayuda militar es aumentar la fuerza estatal del receptor, pero que esto también puede incluir el empoderamiento de las operaciones paramilitares vinculadas al Estado. Si bien la fuerza del Estado puede estar en consonancia con los objetivos de la política exterior del donante, el empoderamiento de los grupos paramilitares puede aumentar las violaciones de los derechos humanos. Los grupos en Colombia están armados y patrocinados por el gobierno, pero carecen de los mismos controles y castigos por mala conducta que están presentes en las fuerzas gubernamentales. Como resultado, los grupos paramilitares tienen tasas significativamente más altas documentadas de abusos a los derechos humanos, incluyendo tortura y ejecuciones extrajudiciales. Los Estados Unidos de América darán a Israel 34.000 millones de euros en armamento en los próximos 10 años. La visita del Presidente de los Estados Unidos Donald Trump a Israel se produce 8 meses después de la firma del memorando de asistencia militar que sitúa al estado judío en el primer lugar entre los países que reciben ayuda armamentística del gobierno de Washington.